# سوسری‌بالان
سوسری‌بالان (نام علمی: Blattoptera) نام یک راسته از رده حشرات است.